# إيفانز روسيكي
إيفانز روسيكي (بالإنجليزية: Evans Rusike)‏ (مواليد 13 يونيو 1990) هو لاعب كرة قدم زيمبابوي يلعب حاليًا لنادي ماريتزبرغ يونايتد الجنوب أفريقي، ويلعب أيضًا مع منتخب زيمبابوي لكرة القدم.

## إحصائيات

### النادي
آخر تحديث 18 يونيو 2016..
| النادي            | الموسم   | الدوري                    | الدوري | الدوري | الكأس المحلي | الكأس المحلي | كأس الدوري | كأس الدوري | قاريًا | قاريًا | أخرى | أخرى  | المجموع | المجموع |
| النادي            | الموسم   | القسم                     | ظهور   | أهداف  | ظهور         | أهداف        | ظهور       | أهداف      | ظهور  | أهداف | ظهور | أهداف | ظهور    | أهداف   |
| ----------------- | -------- | ------------------------- | ------ | ------ | ------------ | ------------ | ---------- | ---------- | ----- | ----- | ---- | ----- | ------- | ------- |
| ماريتزبرغ يونايتد | 2015–16  | دوري جنوب أفريقيا الممتاز | 27     | 9      | 1            | 0            | 0          | 0          | —     | —     | 0    | 0     | 28      | 9       |
| ماريتزبرغ يونايتد | المجموع  | المجموع                   | 27     | 9      | 1            | 0            | 0          | 0          | —     | —     | 0    | 0     | 28      | 9       |
| الإجمالي          | الإجمالي | الإجمالي                  | 27     | 9      | 1            | 0            | 0          | 0          | —     | —     | 0    | 0     | 28      | 9       |

1. ↑  كأس جنوب أفريقيا
2. ↑  Telkom Knockout
3. ↑  دوري أبطال أفريقيا
4. ↑  بطولة MTN 8

### المنتخب
آخر تحديث 18 يونيو 2016..
| المنتخب  | السنة   | ظهور | أهداف |
| -------- | ------- | ---- | ----- |
| زيمبابوي | 2016    | 2    | 1     |
| المجموع  | المجموع | 2    | 1     |

### الأهداف الدولية
آخر تحديث 18 يونيو 2016.. 'أهداف زيمبابوي تظهر أولًا على اليمين.
| الهدف | التاريخ      | الملعب                                  | الخصم    | الهدف | النتيجة | المنافسة                                              |
| ----- | ------------ | --------------------------------------- | -------- | ----- | ------- | ----------------------------------------------------- |
| 1     | 28 مارس 2016 | الملعب الوطني للرياضات، هراري، زيمبابوي | إسواتيني | 3–0   | 4–0     | تصفيات كأس الأمم الأفريقية لكرة القدم 2017 المجموعة ك |

## روابط خارجية
- إيفانز روسيكي على موقع قاعدة بيانات كرة القدم.إي يو (الإنجليزية)
- إيفانز روسيكي على موقع ناشيونال فوتبول تيمز (الإنجليزية)
- إيفانز روسيكي على موقع Soccerway.com (الإنجليزية)

1. 1 2 3 4 5  "Evans Rusike profile". Soccerway. 18 يونيو 2016. مؤرشف من الأصل في 2018-06-12. اطلع عليه بتاريخ 2016-06-18.